# Survivor Series 1987
Die Survivor Series 1987 war die erste Pay-per-View-Veranstaltung nach dem Konzept der Survivor Series. Sie fand am 26. November 1987 im Richfield Coliseum im Richfield Township in Summit County zwischen Akron und Cleveland im Nordosten des Bundesstaates Ohio statt.
Die Survivor Series wurde mit diesem Event zu einem der sogenannten Big Four („die großen Vier“), zusammen mit WrestleMania (eingeführt 1985) sowie den im nächsten Jahr eingeführten Royal Rumble und SummerSlam, die das Wrestlingjahr der WWF (heute: WWE) bis heute prägen.
Hauptkampf des aus Team-Wettkämpfen bestehenden Events war der Kampf zwischen den Teams von Hulk Hogan und Andre the Giant. Wie bei allen Wrestlingveranstaltungen handelte es sich nicht um einen sportlichen Wettstreit, sondern um Sports Entertainment, dessen Kämpfe gemäß einer wohl durchdachten und konzipierten Storyline ausgetragen werden.

## Hintergrund
Wrestlemania III lebte hauptsächlich durch den Hauptkampf, der zwischen Hulk Hogan und Andre the Giant stattfand. Um von diesem Erfolg zu profitieren. So wurde die Survivor Series als Event geplant, um dem im Frühjahr 1987 abgehaltenen Event im Herbst einen ähnlichen Event hinzuzustellen. Der Event wurde für den 26. November 1987 geplant, in den Vereinigten Staaten fand an diesem Abend Thanksgiving statt, traditionell ein Tag, an dem zahlreiche Sportveranstaltungen, insbesondere im American Football, ausgetragen werden. Zudem stand der Event in direkter Konkurrenz zu Starrcade, dem Hauptevent der Konkurrenz-Promotion World Championship Wrestling, der erstmals von Jim Crockett Promotions abgehalten wurde. Die Regeln stellen eine Besonderheit dar: ausgetragen wurden an diesem Abend ausschließlich 5-gegen-5-Eliminationsmatches beziehungsweise ein 10-gegen-10-Tag-Team-Eliminationsmatch. Bei letzterem genügt es, einen Tag-Team-Partner zu eliminieren.
Im Vorfeld drohte der damalige WWE-CEO Vince McMahon verschiedene Kabelsender damit, ihnen die Rechte für den luktrativen WWF-Event WrestleMania IV vorzuenthalten, wenn sie WCWs Event Starrcade der Survivor Series vorziehen würden. Die meisten Kabelsender lenkten ein und nur wenige übertrugen Starrcade.

## Storylines
Der Hauptkonflikt zwischen Andre the Giant und Hulk Hogan wurde bei Wrestlemania III ausgetragen, bei dem Hogan André the Giant besiegen durfte. Es war als Andre the Giants Comeback angekündigt, jedoch stand er bei einer Episode von WWE Saturday Night’s Main Event bereits wieder im Ring.  Am 22. August 1987 feuerte Paul Orndorff seinen Manager Bobby Heenan, da dieser den WWE-Newcomer Rick Rude unter Vertrag genommen hatte. Dementsprechend wandelte sich Orndorff zum Face und ging in Hogans Team, während André the Giant Rick Rude aufnahm. Zu Andres Team gehörten außerdem noch One Man Gang, King Kong Bundy und Butch Reed. Hulk Hogan nahm neben Orndorff Don Muraco auf. Ursprünglich war Superstar Billy Graham vorgesehen, der jedoch unter Hüftproblemen litt und deshalb in einer Storyline durch One Man Gang und Butch Reed verletzt wurde. Muraco kam ihm dann zu Hilfe. Ken Patera wurde ebenfalls durch eine Fehde mit der Heenan Family in das Team aufgenommen. Er wandelte sich vom Heel zum Babyface. Bam Bam Bigelow begann seine Karriere bei der WWE ebenfalls als Face, nachdem er von verschiedenen Heel-Managern umgarnt wurde, sich aber für Oliver Humperdink entschied.
Randy Savage durfte ein weiteres Team versammeln. Nach einiger Zeit als Babyface durfte er kurz vor der Survivor Series eine Fehde gegen The Honky Tonk Man um die WWF Intercontinental Championship bestreiten. So wurde er als Captain des Face-Tag-Teams gesetzt. Ebenso wurde der Honky Tonk Man zum Captain des gegnerischen Teams. Jim Duggan hatte eine Fehde mit dem Heel-Charakter Harley Race, der das erste King of the Ring-Turnier gewonnen hatte und sich als King Harley Race in Szene setzte. Zu Savage kam dann noch Jake „The Snake“ Roberts, der ebenfalls mit dem Honky Tonk Man fehdete und Ricky Steamboat sowie Brutus Beefcake, beide langjährige Faces. The Honky Tonk Man versammelte des Weiteren Hercules, Heel-Refree Danny Davis und Ron Bass in sein Team auf.
Das Tag-Team-Match lebte von dem Konflikt zwischen The Hart Foundation (Bret Hart und Jim Neidhart) auf der „bösen“ und Strike Force (Rick Martel und Tito Santana) auf der „guten“ Seite.

## Ablauf der Veranstaltung

### Zusammenfassung
| Rolle          | Name            |
| -------------- | --------------- |
| Kommentatoren  | Gorilla Monsoon |
| Kommentatoren  | Jesse Ventura   |
| Interviewer    | Gene Okerlund   |
| Interviewer    | Craig DeGeorge  |
| Ring Announcer | Howard Finkel   |
| Schiedsrichter | Dave Hebner     |
| Schiedsrichter | John Bonello    |
| Schiedsrichter | Jim Korderas    |
| Schiedsrichter | Joey Marella    |

Im ersten Survivor-Series-Match aller Zeiten traten Randy Savage, Jake Roberts, Ricky Steamboat, Brutus Beefcake und Jim Duggan auf WWF Intercontinental Heavyweight Champion The Honky Tonk Man, Hercules, Danny Davis, Ron Bass und Harley Race. Das erste Team wurde von Miss Elizabeth begleitet, das gegnerische Team von Bobby Heenan und Jimmy Hart. Es endete zugunsten des Teams um Randy Savage, nachdem sich der Honky Tonk Man einer Übermacht des gegnerischen Teams ausgesetzt sah und sich auszählen ließ. Im siegreichen Team selbst „überlebten“ Randy Savage, Jake Roberts und Ricky Steamboat.
Es folgte das Frauen-Match, bei dem The Fabulous Moolah, Rockin’ Robin, Velvet McIntyre und The Jumping Bomb Angels (Itsuki Yamazaki und Noriyo Tateno) auf WWF Women’s Champion Sensational Sherri, WWF Women’s Tag Team Champions The Glamour Girls (Leilani Kai und Judy Martin), Donna Christianello und Dawn Marie trafen. In einem 20-minütigen Match, das als einziges des Abends nur durch reguläre Eliminierungen (Pinfalls) entschieden wurde, gewann das Team um Moolah mit dem Tag-Team The Jumping Bomb Angels als einzige Survivors.
Anschließend wurde das 10-gegen-10-Tag-Team-Match ausgetragen. bei diesem genügte es, einen Tag-Team-Partner des jeweiligen Teams zu pinnen, um das Team zu eliminieren. Es trafen The British Bulldogs (Davey Boy Smith und Dynamite Kid), The Killer Bees (B. Brian Blair und Jim Brunzell), The Fabulous Rougeaus (Jacques Rougeau und Raymond Rougeau), WWF Tag Team Champions Strike Force (Rick Martel and Tito Santana) und The Young Stallions (Jim Powers und Paul Roma) auf The Bolsheviks (Boris Zhukov und Nikolai Volkoff), Demolition (Ax und Smash), The Dream Team (Dino Bravo und Greg Valentine), The Hart Foundation (Bret Hart und Jim Neidhart) und The Islanders (Haku and Tama) (mit Bobby Heenan, Mr. Fuji, Jimmy Hart, Johnny Valiant und Slick). Im längsten Match des Abends konnte sich das Team der Bulldogs durchsetzen. Die Bulldogs selbst wurden jedoch eliminiert, was beim damaligen VHS-Tape der Firma Coliseum Video versehentlich entfernt wurde.
In einem Videosegment machte sich der WWE-Newcomer Ted DiBiase als Million Dollar Man über die „einfache“ Bevölkerung lustig und zeigte Clips, wie er Fans im Ring mit seinem Reichtum demütigte. Darunter befand sich Rob Van Dam, der Jahre vor dem Beginn seiner Karriere im Ring stand und die Stiefel von DiBiase küssen musste. Auch Linda McMahon trat ungenannt in dem Segment auf und bellte wie ein Hund, um Geld vom Million Dollar Man zu erhalten.
Der Main-Event war dann das Match zwischen Team Hogan und Team André. André the Giant, One Man Gang, King Kong Bundy, Butch Reed und Rick Rude trafen auf WWF World Heavyweight Champion Hulk Hogan, Paul Orndorff, Don Muraco, Ken Patera, und Bam Bam Bigelow. Beim Match selbst überlebte André the Giant als erster „Sole Survivor“ in der geschichte der Survivor Series. Hulk Hogan wurde ausgezählt, nachdem er außerhalb des Rings von King Kong Bundy und André the Giant beschäftigt wurde. Als letzter seines Teams stand Bam Bam Bigelow im Ring, der damit als eines der Haupt-Babyfaces in der WWF eingeführt wurde. Das Booking war so ausgelegt, das man André the Giants zunehmend schlechten physischen Gesundheitszustand nicht bemerken sollte. Er hatte nur wenige Aktionen und durfte am Ende klar gegen Bam Bam Bigelow gewinnen. Mit dem Auszählen Hogans wurde ein klarer Sieg gegen ihn verhindert.
Um das Publikum nach einem Sieg des gegnerischen Teams glücklich nach Hause zu schicken, durfte Hulk Hogan am Ende André the Giant attackieren und sich für das unfaire Verhalten des gegnerischen Teams „revanchieren“. Der Pay-per-View endete damit mit Hogans charakteristischem Jubel.

### Übersicht
| Nummer | Ergebnis | Matchart                                | Länge des Matches |
| ------ | --- | --------------------------------------- | ----------------- |
| 1      | Randy Savage, Jake Roberts, Ricky Steamboat, Brutus Beefcake und Jim Duggan besiegen The Honky Tonk Man, Hercules, Danny Davis, Ron Bass und Harley Race | 5-on-5 Survivor Series Match            | 24:00             |
| 2      | The Fabulous Moolah, Rockin’ Robin, Velvet McIntyre und The Jumping Bomb Angels (Itsuki Yamazaki und Noriyo Tateno) besiegen Sensational Sherri, The Glamour Girls (Leilani Kai und Judy Martin), Donna Christianello und Dawn Marie | 5-on-5 Survivor Series Match            | 20:00             |
| 3      | The British Bulldogs (Davey Boy Smith und Dynamite Kid), The Killer Bees (B. Brian Blair und Jim Brunzell), The Fabulous Rougeaus (Jacques Rougeau und Raymond Rougeau), Strike Force (Rick Martel and Tito Santana) und The Young Stallions (Jim Powers und Paul Roma) besiegen The Bolsheviks (Boris Zhukov und Nikolai Volkoff), Demolition (Ax und Smash), The Dream Team (Dino Bravo und Greg Valentine), The Hart Foundation (Bret Hart und Jim Neidhart) und The Islanders (Haku and Tama) (mit Bobby Heenan, Mr. Fuji, Jimmy Hart, Johnny Valiant und Slick). | 10-on-10 Survivor Series Tag Team Match | 37:00             |
| 4      | André the Giant, One Man Gang, King Kong Bundy, Butch Reed und Rick Rude besiegen Hulk Hogan, Paul Orndorff, Don Muraco, Ken Patera, und Bam Bam Bigelow. | 5-on-5 Survivor Series Match            | 22:00             |

### Eliminierungen
Match 1
| Elimierungen | Wrestler                                    | Eliminiert von                              | Methode                                     | Zeit                                        |
| ------------ | ------------------------------------------- | ------------------------------------------- | ------------------------------------------- | ------------------------------------------- |
| 1            | Harley Race                                 | gegenseitig                                 | ausgezählt                                  | 4:33                                        |
| 1            | Jim Duggan                                  | gegenseitig                                 | ausgezählt                                  | 4:33                                        |
| 2            | Ron Bass                                    | Brutus Beefcake                             | Pinfall                                     | 7:01                                        |
| 3            | Brutus Beefcake                             | The Honky Tonk Man                          | Pinfall                                     | 10:51                                       |
| 4            | Danny Davis                                 | Jake Roberts                                | Pinfall                                     | 15:11                                       |
| 6            | Hercules                                    | Randy Savage                                | Pinfall                                     | 21:04                                       |
| 7            | The Honky Tonk Man                          |                                             | ausgezählt                                  | 23:41                                       |
| Survivors:   | Randy Savage, Jake Roberts, Ricky Steamboat | Randy Savage, Jake Roberts, Ricky Steamboat | Randy Savage, Jake Roberts, Ricky Steamboat | Randy Savage, Jake Roberts, Ricky Steamboat |

Match 2
| Elimierungen | Wrestler                | Eliminiert von          | Methode                 | Zeit                    |
| ------------ | ----------------------- | ----------------------- | ----------------------- | ----------------------- |
| 1            | Donna Christanello      | Velvet McIntyre         | Pinfall                 | 2:00                    |
| 2            | Dawn Marie              | Rockin’ Robin           | Pinfall                 | 4:00                    |
| 3            | Rockin’ Robin           | Sensational Sherri      | Pinfall                 | 7:00                    |
| 4            | The Fabulous Moolah     | Judy Martin             | Pinfall                 | 11:00                   |
| 5            | Sensational Sherri      | Velvet McIntyre         | Pinfall                 | 15:00                   |
| 6            | Velvet McIntyre         | Leilani Kai             | Pinfall                 | 17:00                   |
| 7            | Leilani Kai             | Itsuki Yamazaki         | Pinfall                 | 19:00                   |
| 8            | Judy Martin             | Noriyo Tateno           | Pinfall                 | 20:00                   |
| Survivors:   | The Jumping Bomb Angels | The Jumping Bomb Angels | The Jumping Bomb Angels | The Jumping Bomb Angels |

Match 3
| Elimierungen | Wrestler                            | Eliminiert von                  | Methode                         | Zeit                            |
| ------------ | ----------------------------------- | ------------------------------- | ------------------------------- | ------------------------------- |
| 1            | Boris Zhukov (Bolsheviks)           | Tito Santana (Strike Force)     | Pinfall                         | 1:30                            |
| 2            | Jacques Rougeau (Fabulous Rougeaus) | Ax (Demolition)                 | Pinfall                         | 6:00                            |
| 3            | Smash (Demolition)                  | –                               | Disqualifikation                | 9:00                            |
| 4            | Tito Santana (Strike Force)         | Jim Neidhart (Hart Foundation)  | Pinfall                         | 12:00                           |
| 5            | Dynamite Kid (British Bulldogs)     | Haku (Islanders)                | Pinfall                         | 20:00                           |
| 6            | Greg Valentine (Dream Team)         | Paul Roma (Young Stallions)     | Pinfall                         | 24:00                           |
| 7            | Bret Hart (Hart Foundation)         | Jim Brunzell (Killer Bees)      | Pinfall                         | 31:00                           |
| 8            | Tama (Islanders)                    | B. Brian Blair (Killer Bees)    | Pinfall                         | 37:00                           |
| Survivors:   | Killer Bees und Young Stallions     | Killer Bees und Young Stallions | Killer Bees und Young Stallions | Killer Bees und Young Stallions |

Match 4
| Elimierungen   | Wrestler        | Eliminiert von  | Methode         | Zeit            |
| -------------- | --------------- | --------------- | --------------- | --------------- |
| 1              | Butch Reed      | Hulk Hogan      | Pinfall         | 3:00            |
| 2              | Ken Patera      | One Man Gang    | Pinfall         | 8:00            |
| 3              | Paul Orndorff   | Rick Rude       | Pinfall         | 10:00           |
| 4              | Rick Rude       | Don Muraco      | Pinfall         | 11:00           |
| 5              | Don Muraco      | One Man Gang    | Pinfall         | 13:00           |
| 6              | Hulk Hogan      | –               | ausgezählt      | 16:00           |
| 7              | King Kong Bundy | Bam Bam Bigelow | Pinfall         | 18:00           |
| 8              | One Man Gang    | Bam Bam Bigelow | Pinfall         | 21:00           |
| 9              | Bam Bam Bigelow | André the Giant | Pinfall         | 22:00           |
| Sole Survivor: | André the Giant | André the Giant | André the Giant | André the Giant |

## Zuschauerzahlen
Zwar konnte sich die Survivor Series sich mit um den 325.000 PPV-Zuschauern nicht mit Wrestlemania III messen, das im Frühjahr 400.000 Käufe erhielt, besiegte jedoch Starrcade deutlich, die nur 20.000 Zuschauer versammeln konnten. Damit handelte es sich um einen großen Erfolg für die WWF. Dementsprechend kehrte die Survivor Series 1988 zurück und etablierte sich damit als der zweite der Big Four-Veranstaltungen der WWE-Geschichte als jährlich wiederkehrender PPV.